# جلال حاجی زوار
جلال حاجی زوار کارمند قراردادی سازمان هوافضای وزارت دفاع بود. وی به جرم جاسوسی برای سازمان سیا و دولت آمریکا اعدام شد.

## شرح ماجرا
او در سال ۱۳۸۹ از کار خود منفک شدو به جرم جاسوسی سازمان حفاظت اطلاعات وزارت دفاع شناسایی و تحت تعقیب دادسرای نظامی تهران قرار گرفت.وی در تاریخ ۱۴ شهریورماه ۱۳۹۶ به همراه همسرش لیلا تاجیک بازداشت شد. در جریان تحقیقات او اتهام جاسوسی را پذیرفت و اعلام کرد که در قبال دریافت پول از سازمان سیا آمریکا برای سیا جاسوسی می‌کرده‌است این درحالی است که اسناد و مدارک و تجهیزات جاسوسی نیز از منزل وی کشف و ضبط شده‌است. سرانجام وی پس از چندین جلسه دادگاه مجرم شناخته شد و به اعدام محکوم گردید. حکم اعدام وی سال ۱۳۹۸ در زندان رجایی شهر کرج اجرا شد.

## زندگی شخصی
همسر سابق وی لیلا تاجیک نیز به اتهام مشارکت در جاسوسی به ۱۵ سال زندان محکوم شد.